# Augustów
Augustów este un oraș în județul Augustów, voievodatul Podlasia, Polonia.